# Walther Reyer
Walther Reyer (Innsbruck, 4 settembre 1922 – Innsbruck, 5 settembre 1999) è stato un attore austriaco. Negli anni '60 è stato il Jedermann del Festival di Salisburgo.

## Biografia
Reyer, figlio di un ufficiale, studiò medicina dopo essersi diplomato. Prese poi lezioni di recitazione con Fred Liewehr e lavorò come annunciatore radiofonico a Radio Innsbruck.
Nel 1947 fece il suo debutto come attore alla Vorarlberger Landesbühne di Bregenz. Nel 1948 e nel 1949 fece apparizioni all'Exl-Bühne di Innsbruck,dal 1949 al 1952 al Landestheater Innsbruck,nel 1951 e nel 1952 nuovamente all'Exl-Bühne Innsbruck, dal 1952 al 1954 fu alla Vereinigte Bühnen di Graz. Nel 1955 Reyer venne a Vienna e suonò alternativamente al Teatro di der Josefstadt e al Burgtheater. Dal 1956 al 1958 fu membro dell'ensemble del Burgtheater, al quale rimase connesso fino alla sua morte. Per tutta la sua vita, Reyer rimase principalmente un attore teatrale, che preferì ruoli impegnativi nelle opere teatrali di William Shakespeare, Friedrich Schiller e dei drammaturghi austriaci. Dopo aver già impersonato "Guten Gesell" al Festival di Salisburgo, nel 1956 e nel 1957 apparve nel ruolo del protagonista come Jedermann dal 1960 al 1968.
Negli anni '50, Reyer ricevette ruoli particolarmente ufficiali in produzioni che si svolgevano al tempo della monarchia del Regno Unito. È meglio conosciuto come il conte ungherese Andrassy nella seconda e terza parte della "trilogia di Sissi". Nel dramma di guerra Il dottore di Stalingrado, interpretò un assistente medico tedesco che si innamora di un medico del campo sovietico. In due film di Fritz Lang, La tigre di Eschnapur e La tomba indiana convinse nel ruolo di appassionato maharaja. Più tardi, Reyer lavorò principalmente in film televisivi e più recentemente dal 1992 al 1999 come attore principale della serie Der Bergdoktor.
È stato sepolto il 17 settembre 1999 in una tomba onoraria nel Cimitero Centrale di Vienna (Gruppo 40, Numero 100).

## Vita privata
Walther Reyer si sposò quattro volte, le prime due volte con le attrici Gretl Elb ed Erika Remberg. Dal legame amoroso con la soubrette Käthe Lentsch nacque un figlio, dal matrimonio con Erika Remberg una figlia. Dal matrimonio con la sua terza moglie Claudia gli nacquero quattro figli, tra cui Cordula, nota modella austriaca. L'ultima sua moglie, sposata nel 1992, si chiamava Angela.

## Filmografia

### Cinema
- Der rote Prinz, regia di Hans Schott-Schöbinger (1954)
- Das sündige Dorf, regia di Ferdinand Dörfler (1954)
- Amanti imperiali (Kronprinz Rudolfs letzte Liebe), regia di Rudolf Jugert (1956)
- Sissi - La giovane imperatrice (Sissi - Die junge Kaiserin), regia di Ernst Marischka (1956)

- Destino di una imperatrice (Sissi - Schicksalsjahre einer Kaiserin), regia di Ernst Marischka (1957)
- Il prigioniero di Stalingrado (Der Arzt von Stalingrad), regia di Géza von Radványi (1958)
- Hoch klingt der Radetzkymarsch, regia di Géza von Bolváry (1958)
- La tigre di Eschnapur (Der Tiger von Eschnapur), regia di Fritz Lang (1959)
- Il sepolcro indiano (Das indische Grabmal), regia di Fritz Lang (1959)
- Maria Stuart, regia di Alfred Stöger (1959)
- Jacqueline, regia di Wolfgang Liebeneiner (1959)
- Journey to the Lost City, regia di Fritz Lang (1960)
- Don Carlos, regia di Alfred Stöger (1960)
- Gustav Adolfs Page, regia di Rolf Hansen (1960)
- Jedermann, regia di Gottfried Reinhardt (1961)
- L'occhio del maligno (L'Oeil du malin), regia di Claude Chabrol (1962)
- Romanze in Venedig, regia di Eduard von Borsody (1962)
- Ferien vom Ich, regia di Hans Grimm (1963)
- Der Verschwender, regia di Kurt Meisel (1964)
- Der Abituriententag, regia di Eberhard Itzenplitz (1974)
- Computer per un omicidio (The Amateur), regia di Charles Jarrott (1981)
- Ärztinnen, regia di Horst Seemann (1984)
- Die Schuld der Liebe, regia di Andreas Gruber (1997)

## Teatro
- 1947: Beaumarchais: Ein toller Tag (Graf Almaviva, Vorarlberger Landesbühne)
- 1947: Wilhelm Stärk: Das verlorene Herz (Il giovane re), Vorarlberger Landesbühne
- 1948: Die Kleine Passion (Der Mann), exlbühne
- 1949: Hans Naderer: Das unheilige Haus (Gendarm), Exlbühne
- 1949: Franz Karl Franchy- Der junge Wolf (Michael Faber), exlbühne
- 1956: Walther Reyer debutta come re Alfonso ne La giuwess di Toledo al Burgtheater di Franz Grillparzer.
- Nel 1956 suonò il "Guten Gesell" al Festival di Salisburgo a Jedermann.
- Dal 1960 al 1968 fu scelto per il ruolo di Jedermann nel ruolo del protagonista.
- 1960: Don Carlos con Aglaja Schmid e Ewald Balser
- 1963: Der Verschwender nella produzione di Kurt Meisel di Raimunds Zaubermärchen con Christiane Hörbiger, Inge Konradi, Richard Eybner, Wolfgang Gasser, Boy Gobert e Josef Meinrad
- 1963: Welttheater di Harald Zusaneks con Aglaja Schmid, Sonja Sutter,Boy Gobert, Erich Auer e Fred Liewehr